# Klaus Halser
Klaus Halser   (Eppendorf, 19 de febrer de 1942) és un antic pilot d'enduro alemany que va destacar en competició durant les dècades del 1960 i 1970, tant a escala internacional com a l'antiga RDA. Al llarg de la seva carrera va guanyar dues edicions del Trofeu als Sis Dies Internacionals (ISDT) amb la selecció de la RDA i sis campionats de la RDA de 125 cc.

## Biografia
Fill del també pilot d'enduro Werner Halser, antic membre de l'equip de fàbrica de MZ a la dècada del 1950 que fou campió de la RDA el 1956, Klaus va debutar al Rund um Zschopau el 1959, a 17 anys, i aquell mateix any va guanyar el campionat de la RDA en la categoria de 125 cc. Va repetir aquest èxit el 1960 i del 1962 al 1965.
El 1962 va competir per primera vegada a l'estranger en la categoria de 125 cc i va guanyar el Ral·li dels Alps austríacs i la Tatrafahrt de Zakopane (Polònia). El 1963 va participar per primera vegada als ISDT amb l'equip de la RDA, amb el resultat del quart lloc al Vas d'argent. El 1966 va passar a la classe de 175 cc i, competint amb motos d'aquesta cilindrada, va formar part de la selecció de la RDA que va guanyar el Trofeu als ISDT el 1967. Per aquesta victòria, l'equip va ser escollit Esportista de l'any de la RDA. A partir de 1971 i fins al 1974, en què va posar fi a la seva carrera esportiva, Klaus Halser va competir en la categoria de 250 cc.
Al llarg de la seva carrera va participar dotze vegades seguides als ISDT (del 1963 al 1974), aconseguint-hi dues victòries (1967 i 1969), tres segons llocs (1964, 1966 i 1972) i un de tercer (1971) amb els equips del Vas d'argent i del Trofeu. A la Copa d'Europa de 1967 (prova precursora del  campionat d'Europa d'enduro) va quedar-hi segon i al Campionat d'Europa hi va obtenir el tercer lloc final en tres edicions (1968, 1970 i 1972). Halser corria per a l'ASK Vorwärts Potsdam i el seu entrenador era Werner Rosenbrock.

## Palmarès
- 2 Trofeus als ISDT (1967, 1969)
- 6 Campionats de la RDA 125cc (1959-1960, 1962-1965)